# Íñigo Henríquez de Luna
Íñigo Henríquez de Luna Losada est un homme politique espagnol membre de Vox et ayant appartenu au Parti populaire (PP), né le 1er octobre 1964 à Madrid.

## Biographie
Il est conseiller municipal de Madrid entre 2000 et 2011, puis député à l'Assemblée de Madrid jusqu'en 2015. Il est alors le porte-parole du groupe du Parti populaire, au pouvoir. Il retrouve l'hôtel de ville de la capitale en 2015, comme numéro deux de la liste d'Esperanza Aguirre, qui passe dans l'opposition.
À l'approche des élections municipales du 24 mai 2019, il est exclu de la candidature portée par José Luis Martínez-Almeida. Il quitte ainsi le PP, rejoint Vox et se fait réélire député à l'Assemblée de Madrid.